# Spodoptera subterminalis
Spodoptera subterminalis là một loài bướm đêm trong họ Noctuidae.